# Mátyáshegy
Mátyáshegy Budapest egyik városrésze volt a III. kerületben. Nevét az itt található Mátyás-hegyről kapta.

## Fekvése
A határai a Hegyoldal utca a Szépvölgyi úttól, a Nyereg út, a Remetehegyi út, a Folyondár utca, a Szépvölgyi út a Hegyoldal utcáig.

## Története

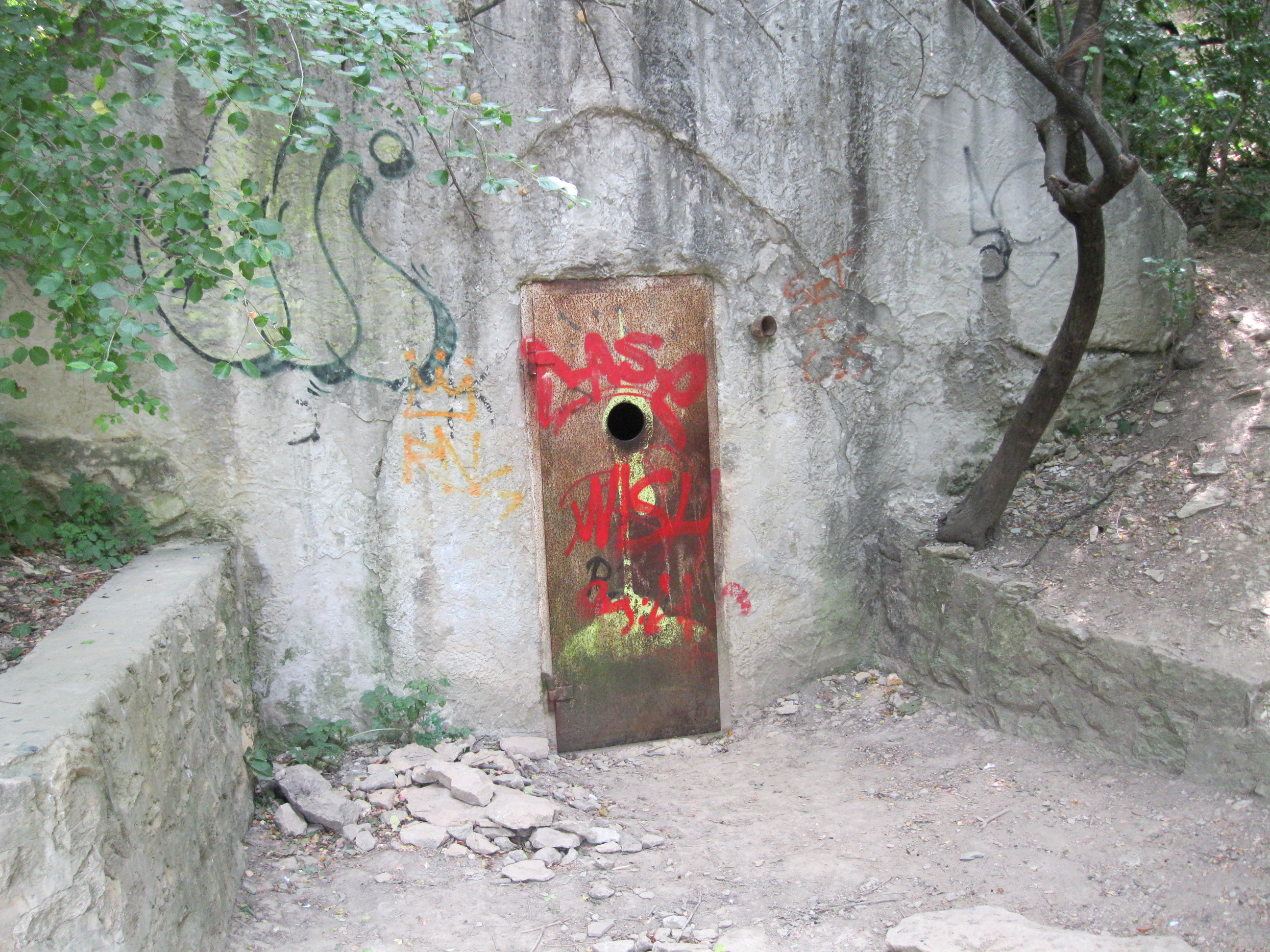
A Mátyás-hegyi-barlang bejárata

1847-ben kapta mai nevét a német Matthiasberg tükörfordításaként. Oldalain egykor külszíni mészkőbányászat folyt. A Fővárosi Közgyűlés 2012. december 12-én Óbuda hegyvidéke néven összevonta az addig különálló Remetehegy, Táborhegy és Testvérhegy városrészekkel, utóbbiról leválasztva Harsánylejtőt, ami önálló városrésszé vált.

## Leírása
A városrésznek nevet adó Mátyás-hegy máig beépítetlen, csupán a lábánál találhatóak házak. A városrész egyik kőfejtője a Pál-völgyi-barlangrendszer parkolója előtt magasodó, nagy kőfejtő, amelynek a tövében található a Mátyás-hegyi-barlang lezárt bejárata. Valamivel beljebb, a Mátyáshegyi útról könnyen megközelíthető, jelöletlen úton, rejtettebb helyen található a másik, azaz a keleti kőfejtő. A keleti kőfejtőben 18 barlang van, a Barit-barlang, amely egy megkülönböztetetten védett barlang, a Keleti-kőfejtő 3. sz. barlang, a Keleti-kőfejtő 4. sz. barlang, a Keleti-kőfejtő 5. sz. barlang, a Keleti-kőfejtő 6. sz. barlang, a Keleti-kőfejtő 7. sz. barlang, a Keleti-kőfejtő 8. sz. barlang, a Keleti-kőfejtő 9. sz. barlang, a Keleti-kőfejtő 10. sz. barlang, a Keleti-kőfejtő 11. sz. barlang, a Keleti-kőfejtő 12. sz. barlang, a Keleti-kőfejtő 13. sz. barlang, a Keleti-kőfejtő 14. sz. barlang, a Keleti-kőfejtő 15. sz. barlang, a Keleti-kőfejtő 16. sz. barlang, a Keleti-kőfejtő 17. sz. barlang, a Keleti-kőfejtő 18. sz. barlang és a Keleti-kőfejtő 19. sz. barlang. A Keleti-kőfejtő 11. sz. barlang beomlott.